# Neuvy (Allier)
Neuvy település Franciaországban, Allier megyében. Lakosainak száma 1487 fő (2022. január 1.). Neuvy Avermes, Bressolles, Coulandon, Marigny, Montilly és Moulins községekkel határos.

## Népesség
A település népességének változása:
| Lakosok száma | 882  | 1440 | 1563 | 1640 | 1557 | 1596 | 1595 | 1520 | 1493 | 1487 |
|               | 1968 | 1982 | 1990 | 2006 | 2013 | 2015 | 2017 | 2019 | 2020 | 2022 |